# 포스파티드산
포스파티드산(영어: phosphatidic acid)은 세포 신호전달 및 지질 개폐 이온 통로의 직접적인 활성화에 중요한 역할을 하는 음이온성 인지질이다. 포스파티드산의 가수분해는 글리세롤 및 인산 1분자와 지방산 2분자를 생성한다. 포스파티드산은 지질 이중층에서 인지질의 약 0.25%를 차지한다.

## 같이 보기
- 인지질